# 王宏志 (1969年)
王宏志（1969年9月—），男，汉族，中华人民共和国政治人物，中国共产党党员。毕业于清华大学电机工程系，大学学历，工商管理硕士学位，教授级高级工程师。现任国家发展和改革委员会党组成员，国家能源局党组书记、局长。

## 生平
曾在河南省电力勘测设计院、河南省电力工业局（公司）、焦作市电业局工作。曾任河南省电力公司副总经理，河南豫能控股股份有限公司副董事长等职。后历任国家电网青海电力公司总经理，国家电网公司科技部主任。
2018年起，出任中国华电集团有限公司副总经理。2022年1月，任中国南方电网有限责任公司总经理，升任副部级。2023年8月，任国务院国有资产监督管理委员会副主任。
2024年12月，调任国家发展和改革委员会党组成员，国家能源局党组书记、局长。